# Escola Multidisciplinària d'Art Dramàtic Margarita Xirgu
L'EMAD o Escola Multidisciplinària d'Art Dramàtic Margarita Xirgu, és un institut teatral uruguaià fundat el 1949, situada al carrer Mercedes 1838, cantonada carrer Tristán Narvaja, a Montevideo.

## Història
Inicialment anomenada Escola Municipal d'Art Dramàtic (EMAD) el seu nom va ser canviat per resolució municipal el 2010 per Escola Montevideana d'Art Dramàtic Margarita Xirgu, mantenint la sigla amb què és coneguda popularment. El 2011 es va realitzar un nou ajust en el nom passant a dir-se Escola Multidisciplinària d'Art Dramàtic Margarita Xirgu. El nom és en homenatge a l'actriu catalana Margarida Xirgu, d'extensa trajectòria a l'Uruguai, que va ser la seva directora des de la seva fundació el 1949 fins 1957. Gestionada per la Intendència de Montevideo, compta amb dues carreres: actuació i disseny teatral, la durada és de quatre anys d'estudis.
A l'EMAD s'han format actors, actrius, directors i dramaturgs de teatre uruguaià. En l'actualitat no és reconeguda com a llicenciatura sinó com a escola d'art dramàtic. El 2013 va signar un conveni d'associació a l'Institut Escola Nacional de Belles Arts de la Universitat de la República.
Des del 3 d'agost de 2016, el director de l'EMAD és Santiago Sanguinetti.
Entre els seus estudiants destacats es troben Sancho Gracia, Estela Medina, Omar Varela, Roberto Jones i Mateo Chiarino.

## Directors
- 2013 al 2016, Mariana Percovich.[4]
- 2016, Santiago Sanguinetti.[3]